# Ashigaru
Ashigaru (japansk: 足軽, betydning: lette fødder) var i ældre tider den laveste rang af fodsoldater i de feudale japanske hære. Oprindeligt var ashigaru indkaldte bønder, men under Edo-perioden blev indført et system med professionelle soldater, hvilket betød, at ashigaru blev den laveste rang af samuraier.